# 中国游客赴马来西亚沙巴漏盖入境章遭监禁事件
中国游客赴马来西亚沙巴漏盖入境章遭监禁事件，是指四名中国游客2019年12月9日从斗湖离境马来西亚沙巴欲前往吉隆坡转机回中国时，遭沙巴移民局以“未盖入境章”为由羁押，经中国总领馆介入后，在被监禁18天后方才获释回国的事件。

## 事件经过
四名年轻女子伍静婷（24岁）、王秀莉（25岁）、柳玲（22岁）及张青思（23岁）于2023年12月4日从上海飞抵沙巴首府哥打基纳巴卢（又名亚庇），当月9日欲从斗湖飞往吉隆坡转机回上海时被拦下。她们根据指示当晚入住酒店，翌日到移民局报到后，就被带往移民局扣留所；扣押13天后，她们于23日被转移到女子监狱，再关了5个晚上。
伍静婷向媒体称，她们在哥打基纳巴卢下飞机后，由于动作比较慢，和其他乘客掉队，加上转机时间紧凑，所以错误的（未经移民局柜台就直接）走到了飞往斗湖班机的登机口。她说，当时没有人给正确的指示，走错了很多路，看见一个玻璃门推开后就是前往斗湖的登机口，也没有任何拦截物，机场人员也没有仔细检查她们的护照，到了斗湖机场也没有看到盖入境章的设施。但在回程从斗湖欲到吉隆坡转机时，其中一人却被盖上出境章，直到4人将要一起进入登机廊桥时，才被检票人员发现问题。她们在移民局时得知会被关押到拘留所时全都大哭；她们被戴上冰冷的手铐才送往拘留所，拘留所内有超过100人，吃喝拉撒全都在一起。更令她们想不到的是，接下来被送往监狱后，她们面对的是更糟糕的情况。
斗湖法庭去年12月28日开庭聆审，四名女子认罪，法庭判处她们监禁18天，刑期从去年12月10日被扣当天算起。在被羁押18天后，她们于当月30日获准回国。中国驻哥打基纳巴卢总领事馆的代表周一下午在沙巴州首府亚庇国际机场为她们送行并召开新闻发布会，交代事情的来龙去脉。

## 中国总领事馆的批评
中国驻亚庇总领事馆对事件猛烈批评，指责游客护照漏盖章事件一再发生的原因是亚庇国际机场入境通道的设计问题。他又指出，中国游客在受到处理时遭遇了“双重标准”，希望类似事件不会再发生。
中国驻哥打基纳巴卢总领事馆发言人王凯领事在新闻发布会上说：“这4人只是普通游客，不是偷渡者，却只是因为走错了通道和漏盖了入境章这样一个无心的过失和疏忽，结果被沙巴有关部门关押长达18天之久，而且在事实早已调查清楚的情况下，仍被继续关押并被移送法庭，总领馆对此表示不能理解。我们尊重马来西亚法律和执法部门依法办案的权力，但是导致漏盖章事件一再发生的根源在于机场通道的不唯一性导致乘客在抵达后，容易在无意识的情况下不经过移民柜台而转机甚至入境，机场内指示牌不清晰，甚至一些关键地点缺少指示牌。我们没有听说在世界上其他任何一个机场发生类似的情况！”
发言人又透露，从去年起到本次事件为止，一共发生超过20起中国游客因漏盖入境章而遭遇关押和罚款的事件，但并非只有中国游客漏盖入境章。经向日本和文莱等领事馆了解，同样漏盖章情况也发生在这些国家的公民身上。发言人指，中国总领馆为吸引更多中国游客来沙巴做了大量的努力，当前中国游客占沙巴所有外国游客将近45%，为沙巴带来了巨大的旅游收益，但是4名中国游客却在沙巴经历了这样的遭遇，这起事件在中国已经引起了强烈反响。

## 改善措施
2020年1月3日，沙巴方面出台6项措施，避免中国游客抵达当地机场时在护照未被盖章的情况下，离开入境处或转机到其他机场。
- 在机场设立三语游客咨询柜台，以便来自世界各国的游客沟通咨询；
- 机场大厦3楼的2、3、4、5、6号登机口大门，在没有乘客出入时，必须关闭，以避免游客不慎走入错误通道；
- 在3楼的国际抵境通道的地面印上显示方向的脚印，力求更清晰引导抵境的国际游客，走到2楼的抵境移民局柜台，或转机的移民局柜台，办理入境手续及在护照盖章；
- 在午夜至清晨6时，没有任何国际航班抵境的情况下，2楼的转机柜台将被关闭，避免混淆；
- 放大国际班机抵境处及转机告示牌的中文字，使其更醒目且容易阅读；
- 雇佣更多“问我亲善大使”在国际机场站岗值班，协助游客解决问题。

沙巴州旅游部门称，以上措施是为了避免过去时常发生的中国游客抵境东部马来西亚时护照漏盖章事件重演。